# بی‌بی‌سی

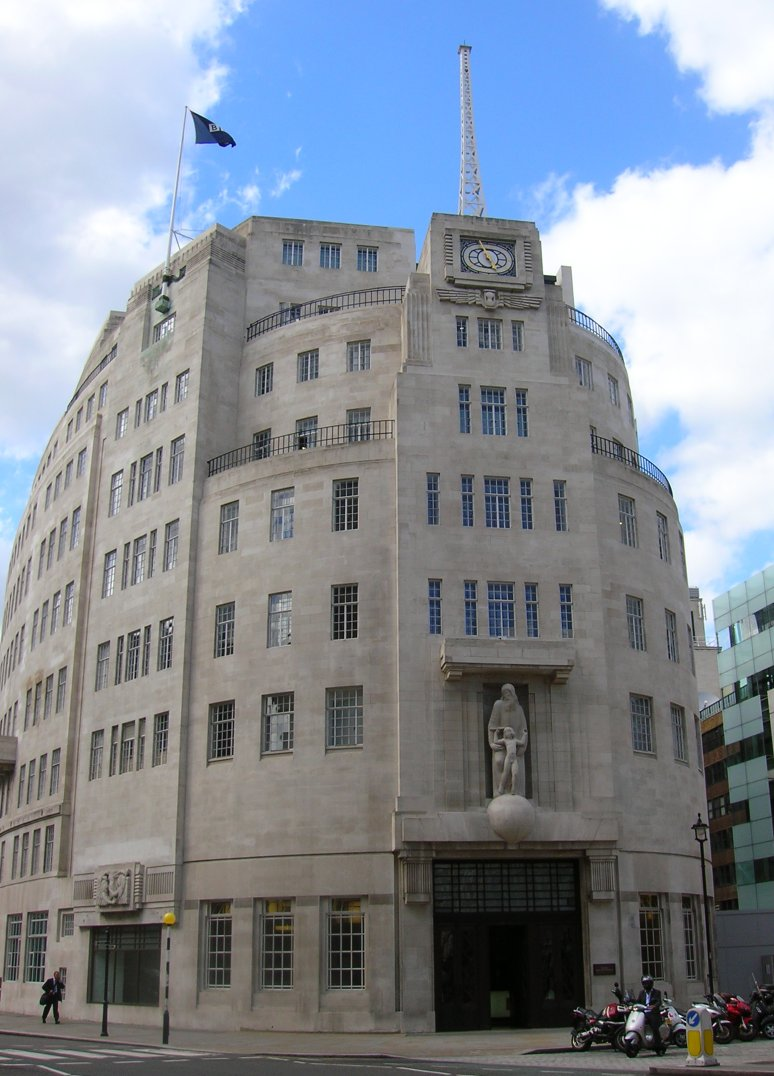
ساختمان مرکزی خبررسانی بی‌بی‌سی در لندن

بی‌بی‌سی (به انگلیسی: British Broadcasting Corporation) به صورت مخفف BBC به معنی  بنگاه خبررسانی بریتانیا، سرویس پخش همگانی عمومی بریتانیایی است. این مرکز رسانه‌ای در برودکستینگ هاوس در لندن مستقر است و کهن‌ترین سازمان رسانه‌ای ملی جهان می‌باشد که بر اساس آمار سال ۲۰۱۴ بر پایه تعداد کارکنان با ۲۰٬۹۵۰ کارمند و ۱۶٬۶۷۲ نفر در بخش رسانه عمومی که شامل قراردادهای پاره‌وقت قابل تغییر به ثابت در مجموع با ۳۵٬۴۰۲ کارمند بزرگ‌ترین رسانه پخش همگانی در جهان است.
بی‌بی‌سی تحت یک منشور سلطنتی تأسیس شد و تحت توافقش با وزارت فرهنگ، رسانه و ورزش دولت بریتانیا فعالیت می‌کند. هزینهٔ فعالیت بی‌بی‌سی مطابق یک کارمزد سالانه پروانه تلویزیون در پادشاهی متحد از آن دسته از خانوارها، شرکت‌ها و سازمان‌های بریتانیایی که تجهیزات دریافت یا ضبط رسانه‌های زنده تلویزیونی را دارند تأمین می‌گردد. میزان این عوارض توسط دولت بریتانیا تعیین شده، توسط مجلس تصویب شده و برای خدمات آنلاین، رادیوی سراسری و تلویزیون که ملت‌ها و مناطق پادشاهی متحد را پوشش می‌دهند استفاده می‌شود.
این مبلغ از یکم آوریل ۲۰۱۴ برای خدمات جهانی بی‌بی‌سی نیز که از سال ۱۹۳۲ راه‌اندازی شده‌است و خدمات فراگیر آنلاین، رادیو و تلویزیون را به فارسی و ۲۸ زبان دیگر دنیا پخش می‌کند نیز سرمایه‌گذاری می‌شود.
حدود یک چهارم درآمد بی‌بی‌سی از کمپانی زیرمجموعه آن، بی‌بی‌سی جهانی (با مسئولیت محدود)، می‌آید که برنامه‌ها و خدمات بی‌بی‌سی را به صورت بین‌المللی می‌فروشد و همچنین سرویس‌های خبری انگلیسی زبان ۲۴ ساعته بین‌المللی بی‌بی‌سی ورلد نیوز و BBC.com که توسط کمپانی با مسئولیت محدود اخبار سراسر بی‌بی‌سی است را منتشر می‌کند.
فعالیت اصلی بی‌بی‌سی تولید برنامه و سرویس‌های خبری است. شعار بی‌بی‌سی این است: «هر ملت باید با صلح و آرامش با ملتی دیگر صحبت کند.»

## مالکیت و اداره

لوگوی سابق بی‌بی‌سی

- مالکیت بی‌بی‌سی متعلق به مرکزی است که از طریق فرمان سلطنتی در هر دوره ۱۰ ساله نحوه اداره آن مشخص می‌شود.
- یک قرار داد پرداخت آبونمان بین وزارت کشور و بی‌بی‌سی به منظور تأمین هزینه‌های آن وجود دارد.
- طبق آخرین فرمان در سال ۲۰۰۷ فعالیت بی‌بی‌سی توسط یک هیئت امنا نظارت (به انگلیسی: trust) می‌شود.
- هیئت امناء وظیفه تأمین استراتژی‌های سازمان، ارزیابی فعالیت‌های هیئت مدیره و انتصاب مدیرعامل را دارد.
- اعضای هیئت امناء توسط پادشاه چارلز و به سفارش دولت انتخاب می‌شوند و ۱۰ عضو اصلی و عضو علی‌البدل دارد.
- هیئت مدیره از دوگروه مدیران اجرایی و غیر اجرایی تشکیل شده‌است که مدیران غیر اجرایی توسط امناء انتخاب می‌شوند.
- مدیران اجرایی توسط مدیرعامل تعیین می‌گردد.
- بخش اجرایی بی‌بی‌سی توسط دفتر مدیرعامل و شورای مدیران اداره می‌گردد.

## پیشینه و وابستگی سازمانی
بی‌بی‌سی در ۱۸ اکتبر سال ۱۹۲۲ با نام «شرکت رسانه‌ای بریتانیا با مسئولیت محدود» (به انگلیسی: The British Broadcasting Company Ltd) بنیان گذاشته شد. در ۱۹۲۷ تحت عنوان «شرکت رسانه‌ای بریتانیا» با دریافت پروانه سلطنتی تبدیل به یک شرکت دولتی شد.
بی‌بی‌سی یک شرکت دولتی نیمه خود مختار است که توسط «هیئت امنای بی‌بی‌سی» اداره می‌شود. به گفته بی‌بی‌سی این شرکت تحت هیچ نفوذ تجاری و سیاسی نیست و فقط به مخاطبین خود پاسخگو است. بودجه این شبکه از طریق شبکه‌های داخلی (حق اشتراک) و بخش جهانی (وزارت امور خارجه بریتانیا) تأمین می‌شود.

## بودجه و هزینه
بودجه سالیانه بی‌بی‌سی بالغ بر ۴ میلیارد و ۳۰۰ میلیون پوند است. بودجه تمامی بخش‌ها (غیر از بخش جهانی بی‌بی‌سی) از هزینه ماهیانه‌ای که هر یک از خانواده‌های صاحب تلویزیون در بریتانیا باید بپردازند، تأمین می‌شود. این هزینه در حال حاضر برای تلویزیون‌های رنگی ۱۶۹٫۵۰ پوند در سال و برای تلویزیون‌های سیاه و سفید ۵۷ پوند در سال است.  بودجه بخش جهانی نیز پس از سال ۲۰۱۴ مشمول تأمین از همین درآمد گردیده‌است. پیش از این، بودجه بخش جهانی توسط وزارت امور خارجه بریتانیا پرداخت می‌شد.
در سال ۲۰۱۶، میانگین حقوق سالیانه کارمندان این شبکه ۴۳ هزار پوند بوده‌است.

## سرویس‌ها
برنامه‌های این شرکت در رادیو، تلویزیون و اینترنت پخش می‌شوند.

### رادیویی

#### داخلی
- بی‌بی‌سی رادیو ۱: بهترین‌های موسیقی و سرگرمی
- بی‌بی‌سی رادیو ۲: پُرشنونده‌ترین رادیوی بریتانیا با ۱۲٫۹ میلیون شنونده در هفته[۱۹]
- بی‌بی‌سی رادیو ۳: پوشش دهنده سبک‌های خاص موسیقی ازجمله موسیقی کلاسیک، موسیقی ملل، موسیقی جاز و هنرهای نمایشی
- بی‌بی‌سی رادیو ۴: اخبار روز، نمایش و طنز
- بی‌بی‌سی رادیو ۵: رادیوی ۲۴ ساعته ویژه اخبار و میزگردهای سیاسی و اخبار ورزشی

#### خارجی
برنامه‌های سرویس جهانی رادیو بی‌بی‌سی به ۴۴ زبان پخش می‌شود.

### تلویزیونی
مهم‌ترین کانال‌های تلویزیونی بی‌بی‌سی در اینجا فهرست شده‌اند. فهرست کامل شبکه‌ها بیشتر از این است.

#### داخلی
در اداره برخی شبکه‌های زیر علاوه بر بی‌بی‌سی شرکت‌های دیگری نیز تا حدودی نقش دارند. بعضی از این تلویزیون‌ها در هلند و بلژیک هم قابل دریافت هستند.
- BBC One: علاوه بر پخش دیجیتال دارای پخش آنالوگ
- BBC Two: علاوه بر پخش دیجیتال دارای پخش آنالوگ
- BBC Three
- BBC Four
- BBC HD: از ۲۰۰۷
- BBC News
- BBC Parliament: اخبار مجلس انگلستان، ولز و اسکاتلند
- CBBC Channel: بی‌بی‌سی کودکان (بالای ۶ سال)
- CBeebies: بی‌بی‌سی خردسالان (زیر ۶ سال)
- S4C: به زبان ولزی
- BBC Alba: به زبان اسکاتلندی
- UKTV: پخش آرشیو برنامه‌های بی‌بی‌سی

#### خارجی
- BBC World News: شبکه خبری ۲۴ ساعته
- BBC Prime: سرگرمی
- BBC America
- BBC Canada
- BBC Kids: کودکان آمریکایی و کانادایی
- BBC Lifestyle: فقط در هنگ کنگ و سنگاپور
- BBC Knowledge: مختص هنگ کنگ، سنگاپور، اندونزی و استرالیا
- UK.TV: مختص استرالیا و زلاندنو
- People+Arts: مختص آمریکای لاتین، اسپانیا و پرتغال به زبان‌های اسپانیولی و پرتغالی
- Animal Planet: حیات وحش
- BBC Arabic: تلویزیون عربی بی‌بی‌سی از ۱۱ مارس ۲۰۰۸[۲۱]
- BBC Persian[۲۲] زبان فارسی مخصوص ایران و افغانستان

### اینترنتی
بسیاری از بخش‌های رادیویی و تلویزیونی از طریق اینترنت نیز قابل دریافت هستند. به علاوه وبگاه بی‌بی‌سی نیز به چندین زبان وجود دارد.

## انتقادات

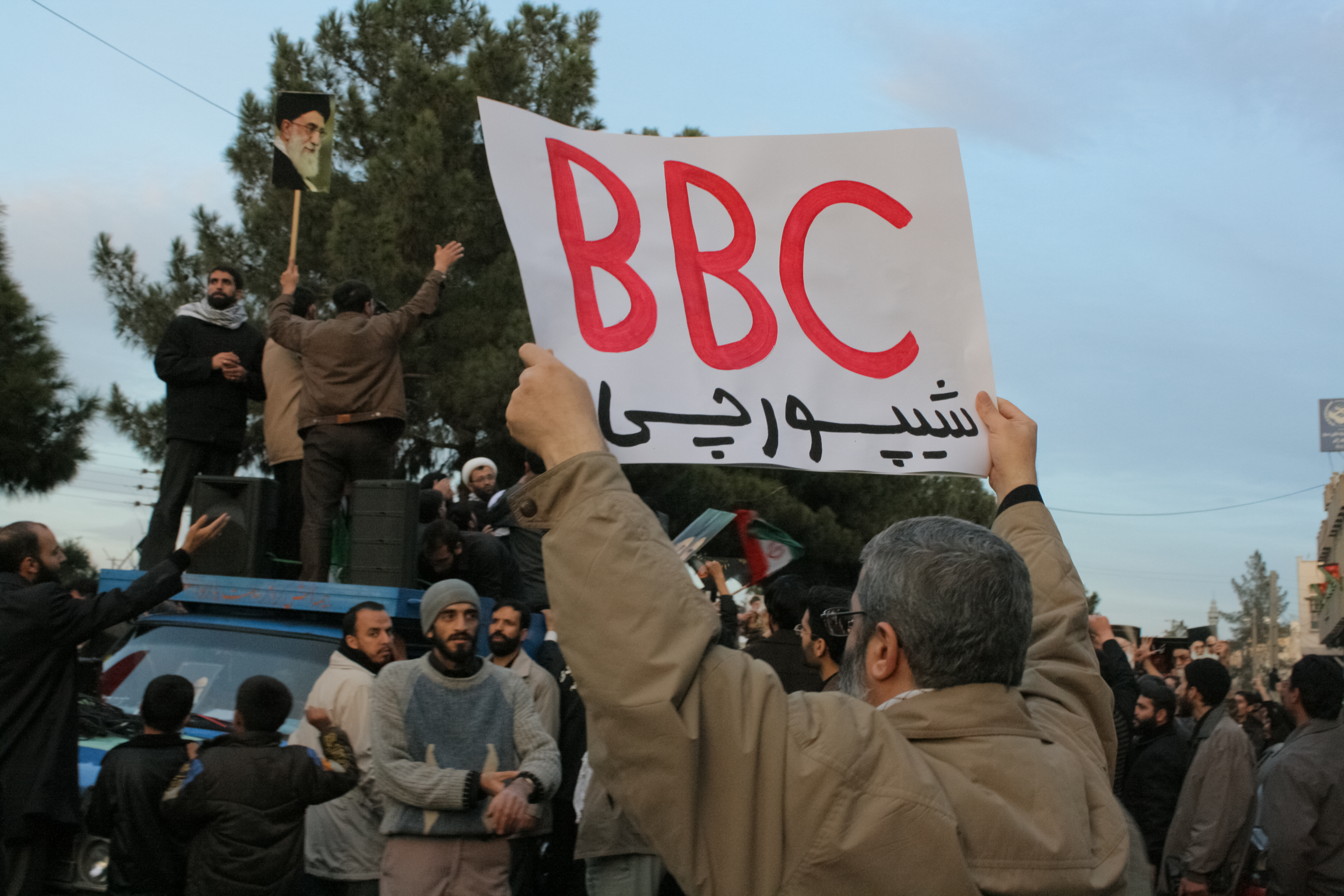
یکی از معترضان به شبکه خبری بی‌بی‌سی که با تابلویی معترضانه در دست دارد (بر روی تابلو نوشته شده: بی‌بی‌سی‌ شیپورچی که به یک شخصیت طنز در کارتون پسر شجاع محصول ژاپن در ۱۹۸۵ اشاره دارد)

شرکت پخش بریتانیا (بی‌بی‌سی) شکل کنونی خود را در ۱ ژانویه ۱۹۲۷ زمانی که جان ریث اولین مدیرکل آن شد، به خود گرفت. ریث بیان کرد که بی‌طرفی و عینیت اصول حرفه ای ما در پخش است.
ادعاهایی مبنی بر اینکه این شرکت فاقد روزنامه‌نگاری بی طرفانه و عینیت است، مرتباً توسط ناظران چپ و راست طیف‌های سیاسی مطرح می‌شود.
یکی دیگر از حوزه‌های کلیدی انتقاد، هزینه مجوز اجباری است، زیرا رقبای تجاری استدلال می‌کنند که ابزار تأمین مالی ناعادلانه است و منجر به محدود کردن توانایی آنها برای رقابت با بی‌بی‌سی می‌شود.
همچنین، اتهامات اتلاف یا پرسنل بیش از حد گهگاه نظراتی را از سوی سیاستمداران و سایر رسانه‌ها به همراه دارد.

## نگارخانه
